# Шампање (Савоја)
Шампање (фр. Champagneux) насеље је и општина у источној Француској у региону Рона-Алпи, у департману Савоја која припада префектури Шамбери.
По подацима из 2011. године у општини је живело 632 становника, а густина насељености је износила 59,18 становника/km². Општина се простире на површини од 10,68 km². Налази се на средњој надморској висини од 223 метара (максималној 820 m, а минималној 207 m).

## Демографија
| 1962. | 1968. | 1975. | 1982. | 1990. | 1999. | 2011. |
| ----- | ----- | ----- | ----- | ----- | ----- | ----- |
| 311   | 366   | 303   | 346   | 327   | 379   | 632   |

График промене броја становника у току последњих година